# Dill Jones
Dill Jones, geboren als Dillwyn Owen Jones (Newcastle Emlyn, 19 augustus 1923 - New York, 22 juni 1984), was een Amerikaanse jazzpianist.

## Carrière
Jones groeide op in New Quay in een muzikale familie. Op 7-jarige leeftijd begon hij met een piano-opleiding. Na zijn tijd op het college begon hij een bankopleiding, die in 1942 werd onderbroken voor het vervullen van zijn militaire dienstplicht. Tijdens de Tweede Wereldoorlog diende hij bij de marine, waar hij de gelegenheid kreeg om jazz te spelen. Na het einde van de oorlog studeerde hij muziek in Londen aan het Trinity College of Music. Spoedig werd hij net als Humphrey Lyttelton lid van de Chicagoans van Carlo Krahmer. Daarna was hij bij het orkest van Vic Lewis en bij het sextet van Harry Parry. Daarna werd hij scheepsmuzikant op de Queen Mary, die voer tussen New York en Southampton. Tijdens zijn verblijven in New York kon hij de jazzclubs bezoeken en muzikanten ontmoetten als Coleman Hawkins en Lennie Tristano.
Tijdens de jaren 1950 werkte hij in Londen met verschillende muzikanten als Ronnie Scott, Kenny Grahams Afro-Cubists, Annie Ross, Tommy Whittle, Jimmy Skidmore, Bruce Turner, Joe Harriot en Don Rendell. Hij werd telkens weer onderscheiden door het Britse muziekmagazine Melody Maker. Vanaf 1958 leidde hij zijn eigen bands. Hij was presentator van het radioprogramma The BBC Jazz Club en presenteerde ook op televisie jazz, voordat hij in 1961 verhuisde naar New York, waar hij in de volgende jaren regelmatig werkte met Yank Lawson, Max Kaminsky, Roy Eldridge, Bob Wilber en Jimmy McPartland. Daarna werd hij lid van het kwartet van Gene Krupa. Met Budd Johnson, Bill Pemberton en Oliver Jackson formeerde hij in 1969 het JPJ Quartet, dat bestond tot 1974. In de volgende jaren speelde hij freelance en vaak solo als stridepianist.

## Overlijden
Dill Jones overleed in juni 1984 op 60-jarige leeftijd.

## Discografie
- Davenport Blues - Dill Jones plays Bix, Jones and a Few Others

- Bibliothèque nationale de France: cb170657057 (data)
- International Standard Name Identifier: 0000 0000 5256 1169
- Library of Congress Control Number: no2001006809
- MusicBrainz: c1ed411f-e439-4534-a9c2-4117b80abfba
- Virtual International Authority File: 19322117
- WorldCat: E39PBJgt8B6Q49PKTKmkpffTHC